# Saphonecrus barbotini
Saphonecrus barbotini é uma espécie de insetos himenópteros, mais especificamente de vespas pertencente à família Cynipidae.
A autoridade científica da espécie é Pujade-Villar & Nieves-Aldrey, tendo sido descrita no ano de 1986.
Trata-se de uma espécie presente no território português.